# کلیک (ماکو)
کلیک (ماکو)، روستایی از توابع بخش مرکزی شهرستان ماکو در استان آذربایجان غربی ایران است.

## فرهنگ دهخدا
در فرهنگ دهخدا کلیک به معنای گرده گل هم آمده است

## جمعیت
این روستا در دهستان چایپاسار شمالی قرار دارد و براساس سرشماری مرکز آمار ایران در سال ۱۳۸۵، جمعیت آن ۱۶۵ نفر (۲۳خانوار) بوده‌است.